# Supercopa de España 2010
La Supercopa de España 2010 è stata la ventisettesima edizione della Supercoppa di Spagna.
Si è svolta nell'agosto 2010 in gara di andata e ritorno tra il Barcellona, vincitore della Primera División 2009-2010, e il Siviglia, vincitore della Coppa del Re 2009-2010. A conquistare il titolo è stato il Barcellona che ha perso la gara di andata a Siviglia per 3-1 e ha vinto la gara di ritorno a Barcellona per 4-0.

## Partecipanti
| Squadre    | Qualificazione                             | Partecipazioni precedenti (il grassetto indica la vittoria)                                   |
| ---------- | ------------------------------------------ | --------------------------------------------------------------------------------------------- |
| Barcellona | Vincitore della Primera División 2009-2010 | 15 (1983, 1985, 1988, 1990, 1991, 1992, 1993, 1994, 1996, 1997, 1998, 1999, 2005, 2006, 2009) |
| Siviglia   | Vincitore della Coppa del Re 2009-2010     | 1 (2007)                                                                                      |

## Tabellini

### Andata
| Arbitro: | Muñiz Fernández |

|                                  |           |                 |
| Luís Fabiano 61’ Kanouté 73’ 82’ | Marcatori | 20’ Ibrahimović |

| Siviglia | Barcellona |

| Siviglia:       |    |                     |     |     |
|                 |    |                     |     |     |
| P               | 1  | Andrés Palop (c)    |     |     |
| D               | 24 | Abdoulay Konko      |     |     |
| D               | 2  | Federico Fazio      |     |     |
| D               | 14 | Julien Escudé       |     |     |
| D               | 20 | Mouhamadou Dabo     | 68’ |     |
| C               | 8  | Didier Zokora       | 57’ |     |
| C               | 7  | Jesús Navas         |     |     |
| C               | 11 | Renato              |     | 64’ |
| C               | 6  | Koffi Ndri Romaric  |     | 46’ |
| C               | 9  | Diego Perotti       |     |     |
| A               | 10 | Luís Fabiano        |     | 70’ |
| A disposizione: |    |                     |     |     |
| P               | 13 | Javi Varas          |     |     |
| D               | 4  | Sébastien Squillaci |     |     |
| C               | 15 | Alejandro Alfaro    |     |     |
| C               | 16 | Diego Capel         |     |     |
| C               | 19 | Luca Cigarini       | 72’ | 46’ |
| A               | 12 | Frédéric Kanouté    |     | 64’ |
| A               | 18 | Álvaro Negredo      |     | 70’ |
| Allenatore:     |    |                     |     |     |
| Antonio Álvarez |    |                     |     |     |

| Barcellona:     |    |                     |     |     |
|                 |    |                     |     |     |
| P               | 31 | Rubén Miño          |     |     |
| D               | 2  | Daniel Alves        | 89’ |     |
| D               | 33 | Sergi Gómez         |     |     |
| D               | 18 | Gabriel Milito (c)  |     | 81’ |
| D               | 22 | Éric Abidal         |     |     |
| C               | 37 | Oriol Romeu         |     |     |
| C               | 34 | Jonathan dos Santos |     | 65’ |
| C               | 15 | Seydou Keita        |     |     |
| C               | 19 | Maxwell             |     |     |
| A               | 11 | Bojan Krkić         |     |     |
| A               | 9  | Zlatan Ibrahimović  |     | 52’ |
| A disposizione: |    |                     |     |     |
| P               | 38 | Oier Olazábal       |     |     |
| D               | 21 | Adriano             |     | 81’ |
| D               | 35 | Marc Muniesa        |     |     |
| C               | 28 | Sergi Roberto       |     |     |
| C               | 30 | Thiago Alcántara    |     | 65’ |
| A               | 10 | Lionel Messi        |     | 52’ |
| A               | 20 | Jeffrén Suárez      |     |     |
| Allenatore:     |    |                     |     |     |
| Josep Guardiola |    |                     |     |     |

### Ritorno
| Arbitro: | Teixeira Vitienes |

|                                    |           |  |
| Konko 14’ (aut.) Messi 24’ 44’ 89’ | Marcatori |  |

| Barcellona | Siviglia |

| Barcellona:     |    |                    |     |     |
|                 |    |                    |     |     |
| P               | 1  | Víctor Valdés      |     |     |
| D               | 2  | Daniel Alves       |     |     |
| D               | 3  | Gerard Piqué       | 89’ |     |
| D               | 22 | Éric Abidal        |     |     |
| D               | 19 | Maxwell            |     |     |
| C               | 16 | Sergio Busquets    |     |     |
| C               | 6  | Xavi (c)           |     | 88’ |
| C               | 15 | Seydou Keita       |     |     |
| C               | 10 | Lionel Messi       |     |     |
| A               | 11 | Bojan Krkić        |     | 57’ |
| A               | 17 | Pedro              |     | 57’ |
| A disposizione: |    |                    |     |     |
| P               | 13 | José Manuel Pinto  |     |     |
| D               | 5  | Carles Puyol       |     |     |
| D               | 18 | Gabriel Milito     |     |     |
| C               | 8  | Andrés Iniesta     |     | 57’ |
| C               | 21 | Adriano            |     | 88’ |
| A               | 7  | David Villa        |     | 57’ |
| A               | 9  | Zlatan Ibrahimović |     |     |
| Allenatore:     |    |                    |     |     |
| Josep Guardiola |    |                    |     |     |

| Siviglia:       |    |                    |     |     |
|                 |    |                    |     |     |
| P               | 1  | Andrés Palop (c)   |     |     |
| D               | 5  | Fernando Navarro   |     |     |
| D               | 14 | Julien Escudé      |     |     |
| D               | 24 | Abdoulay Konko     |     |     |
| D               | 20 | Mouhamadou Dabo    |     |     |
| C               | 6  | Koffi Ndri Romaric | 33’ | 61’ |
| C               | 7  | Jesús Navas        |     |     |
| C               | 8  | Didier Zokora      |     |     |
| C               | 15 | Alejandro Alfaro   |     | 61’ |
| C               | 16 | Diego Capel        |     | 61’ |
| A               | 18 | Álvaro Negredo     |     |     |
| A disposizione: |    |                    |     |     |
| P               | 13 | Javi Varas         |     |     |
| D               | 2  | Federico Fazio     |     |     |
| C               | 9  | Diego Perotti      |     | 61’ |
| C               | 11 | Renato             |     |     |
| C               | 19 | Luca Cigarini      | 89’ | 61’ |
| A               | 10 | Luís Fabiano       |     | 61’ |
| A               | 31 | Rodri              |     |     |
| Allenatore:     |    |                    |     |     |
| Antonio Álvarez |    |                    |     |     |